# Aeroportul Internațional Las Américas
Aeroportul Internațional Las Américas (IATA: SDQ, ICAO: MDSD) este un aeroport din La Caleta⁠(d), Boca Chica⁠(d), Santo Domingo Province⁠(d), Republica Dominicană ce deservește zona Santo Domingo. Aeroportul a fost tranzitat în 2023 de 5.287.206 pasageri. A fost deschis în 1959.
Situat la o altitudine de 18 m, aeroportul dispune de 1 pistă.

## Infrastructură

### Piste
Aeroportul dispune de o singură pistă. Pista 17/35 are suprafața de asfalt și dimensiunile 3.355 m × 60 m. 